# Егоян, Артур
Артур Егоян (род. 14 сентября 1990, Ашоцк) — армянский лыжник, участник Олимпийских игр 2014 года в Сочи.

## Карьера
Девять раз за карьеру становился призёром чемпионатов Армении, но побеждать на национальном чемпионате ему не удавалось. На национальном уровне представлял Ашоцк.
На Олимпийских играх 2014 года в Сочи был 63-м в скиатлоне, кроме того был в заявке на гонку на 15 км классическим стилем, но не вышел на старт из-за болезни.
За свою карьеру принимал участие в двух чемпионатах мира (2013 и 2015).
Единственные свои старты в Кубке мира Егоян провёл 29—30 ноября 2014 года в финской Руке.